# Beate Meinl-Reisinger
Beate Meinl-Reisinger, avstrijska političarka in pravnica; * 25. aprila 1978, Dunaj.
Je avstrijska pravnica in političarka, ki je od marca 2025 ministrica za evropske in mednarodne zadeve. Od junija 2018 je vodja stranke NEOS.

## Mladost
Meinl-Reisinger se je rodila kot Beate Reisinger 25. aprila 1978. Obiskovala je gimnazijo Wasagasse, nato študirala pravo na Univerzi na Dunaju in zaključila magistrski študij evropskih študij na Podonavski univerzi Krems. Nato je opravila program pripravništva za EU akademike pri Avstrijski gospodarski zbornici. V tem kontekstu je delala za Evropsko komisijo in kot pomočnica Othmarja Karasa v Evropskem parlamentu .
Po končanem pripravništvu je delala kot namestnica generalne direktorice v ženskem sektorju Gospodarske zbornice. Delovala je še na Zveznem ministrstvu za gospodarstvo in delo ter Zveznem ministrstvu za gospodarstvo, družino in mladino. Nato je delala kot svetovalka za žensko, družinsko in integracijsko politiko v kabinetu državne sekretarke Christine Marek. Leta 2009 je postala politična svetovalka dunajske podružnice Avstrijske ljudske stranke (ÖVP).

## Politična kariera
Med letoma 2010 in 2012 je bila članica dunajske podružnice ženskega združenja ÖVP. Po rojstvu druge hčerke leta 2012 se je Meinl-Reisinger povezala z novo stranko NEOS. Na zveznih volitvah leta 2013 je bila izvoljena v državni svet. Ko se je NEOS leta 2014 združil z Liberalnim forumom, je bila izvoljena za enega od dveh zveznih podpredsednikov stranke; postala je tudi predsednica dunajske podružnice. Meinl-Resingerjeva je v državnem svetu delovala kot predsednica odbora za kulturo in bila članica odbora za pravosodje, odbora za varstvo potrošnikov in odbora za družino. 
Februarja 2015 je bila Meinl-Reisingerjeva izbrana za glavno kandidatko na deželnih volitvah za Dunaj leta 2015. Dva dni pred volitvami, 24. septembra, je napovedala svoj odstop iz državnega sveta, da bi se posvetila dunajski politiki. Stranko je pripeljala do pomembnega uspeha, saj je osvojila 6,16 odstotka glasov in pet mandatov. Kasneje je postala predsednica poslanske skupine NEOS v dunajskem parlamentu.
Na zveznih volitvah leta 2017 je bila Meinl-Reisinger spet tretja na zvezni listi. Po volitvah ni zasedla poslanskega mesta, temveč se je odločila, da ostane dejavna v dunajski politiki.
Zvezni vodja NEOS Matthias Strolz je 7. maja 2018 napovedal svoj odstop. Na kongresu stranke 23. junija 2018 je bila za njegovo naslednico s 94,8 odstotka glasov delegatov izvoljena Beate Meinl-Reisinger. Po njegovem odstopu iz Državnega sveta 18. oktobra je prevzela tudi to njegovo mesto in postala vodja skupine NEOS. Pred tem je odstopila s položaja na Dunaju, na mestu predsednice in vodje skupine pa jo je zamenjal Christoph Wiederkehr.
Na parlamentarnih volitvah leta 2024 je NEOS prejel 9,1 odstotka glasov in za en odstotek izboljšal svoj rezultat, prav tako pridobil tri sedeže, s čimer se je skupno število povečal s 15 na 18. Sprva je NEOS vstopil v koalicijska pogajanja z ÖVP in SPÖ, a se je kasneje umaknil. Vendar so po propadu pogovorov med ÖVP in FPÖ tri stranke nadaljevale pogajanj in na koncu oblikovale koalicijsko vlado, Meinl-Reisingerjeva pa je bila imenovana za ministrico za evropske in mednarodne zadeve.

### Ministrica za zunanje zadeve
25. aprila 2025 se je na Dunaju srečala s slovensko zunanjo ministrico Tanjo Fajon, ki je izrazila pričakovanje za skrb za slovensko skupnosti v Avstriji in da ji bo slovenski pouk na voljo ves čas izobraževanja. Meinl-Reisingerjeva je s tem soglašala in spomnila tudi na nemško govorečo skupnost v Sloveniji.

## Osebno življenje
Meinl-Reisinger je poročena in ima tri otroke.